# S.I.S
S.I.S（韓語：에스아이에스）是韓國Double X 娛樂於2017年推出的六人女子組合。組合於2017年8月25日發佈單曲一輯《I've Got A Feeling》正式出道。原成員有J-SUN、Dal、Minzy、Gaeul、Anne、Sebin，2019年7月12日，公司宣佈J-SUN合約結束而Dal因私人理由均退出；2020年10月8日，公司宣佈Minzy暫停活動，團體暫改以三人制繼續進行活動。
團名為 Serendipity In Stars 之縮寫；同時具有SISTER縮寫SIS 的意義。

## 經歷

### 準備登場
S.I.S於8月17日公開團體預告照，8月20日公開精華組曲預告，8月21日至23日公佈成員預告，8月24日公佈專輯歌單。

### 發佈第一張單曲專輯
2017年8月25日，發佈了第一張單曲專輯《I've Got A Feeling》，專輯包含四首歌曲。同時於8月25日於音樂銀行出道初舞台，演出歌曲《I've Got A Feeling》。

### 參加《The Unit》
參賽者原有Anne、Gaeul，後追加的參賽者有Sebin，比賽進行三個多月，最終排名分別是第22名、第39名及第55名，未能透過節目出道。

### 第二张单曲专辑
2018年9月20日，团体以单曲专辑《응 (SAY YES) 》回归，专辑包含四首歌曲，主打歌与专辑同名。

### 第三张单曲专辑
2019年3月6日，发布第三张单曲《너의 소녀가 되어줄게 (Always Be Your Girl)》。

### 第四張單曲專輯
2020年7月31日，發布第四張單曲《기다리지 말아요(Don't Wait)》。

## 成員資料
*粗體字為隊長
| 藝名       | 藝名 | 本名           | 本名   | 本名   | 出生日期                        | 隊內擔當             | 身高  | 學歷                                        | 備註                      |
| 原文       | 諺文 | 羅馬拼音       | 諺文   | 中文名 | 出生日期                        | 隊內擔當             | 身高  | 學歷                                        | 備註                      |
| Minzy      | 민지 | Choi Min-ji    | 최민지 | 崔敏智 | 1997年2月2日 · 光州廣域市       | 主Rapper、領舞、副唱 | 164cm | 首爾公演藝術高中 世宗大學實用舞蹈系(在學中) | 暫停活動                  |
| Gaeul      | 가을 | Choi Moon-ju   | 최문주 | 崔文珠 | 1998年8月12日 · 首爾特別市      | 隊長、領唱、門面     | 167cm | 禮一女子初等中學 GAJAEUL高等學校 畢業       | The Unit参赛者 最終排名39 |
| Anne       | 앤   | Kim Seung-yeon | 김승연 | 金成妍 | 2000年5月3日 · 慶尚北道慶山市   | 領唱、主舞、副Rapper | 162cm | 韓林演藝藝術高等學校 實用音樂科（畢業）     | The Unit参赛者 最終排名22 |
| Sebin      | 세빈 | Lee Se-bin     | 이세빈 | 李世彬 | 2001年7月2日 · 仁川廣域市富平區 | 主唱、忙內           | 160cm | 韓林演藝藝術高等學校 實用音樂科 (畢業）     | The Unit参赛者 最終排名55 |
| 已離開成員 |      |                |        |        |                                 |                      |       |                                             |                           |
| J-SUN      | 지해 | Kim Ji-hye     | 김지혜 | 金智惠 | 1995年8月10日 · 慶尚南道金海市  | 第一任隊長、領唱     | 170cm | 梨花女子大學 舞蹈系                         |                           |
| Dal        | 달   | Kim Ah-hyun    | 김아현 | 金雅賢 | 1996年5月28日 · 首爾特別市      | 主唱                 | 164cm | 韓林演藝藝術高等學校實用音樂科              |                           |

## 音樂作品

### 单曲
| 專輯# | 專輯資料 | 曲目 |
| 1st   | 首張單曲專輯《I've Got A Feeling》 - 發行日期：2017年8月25日 - 語言：韓語 - 唱片公司：Genie音樂 - 格式：CD唱片、數字唱片 - 銷量：1,000 +             | 1. I've Got A Feeling(느낌이 와) 2. Ah Ya!( 아야) 3. My Space 4. I've Got A Feeling Inst.(느낌이 와 Inst.) |
| 2nd   | 第二张張單曲專輯《응 (SAY YES)》 - 發行日期：2018年9月20日 - 語言：韓語 - 唱片公司：LOEN娱乐 - 格式：CD唱片、數字唱片 - 銷量：1,418 +                | 1. 응 (SAY YES) 2. CRUSH (짝사랑) 3. PINK FLOWERS (분홍꽃) 4. 응 (SAY YES) (Inst.)                         |
| 3rd   | 第三张單曲專輯《너의 소녀가 되어줄게 (Always Be Your Girl)》 - 發行日期：2019年3月6日 - 語言：韓語 - 唱片公司：NHN Bugs Corporation - 格式：數字唱片 | 1. 너의 소녀가 되어줄게 (Always Be Your Girl) 2. 너의 소녀가 되어줄게 (Always Be Your Girl) (Inst.)        |
| 4th   | 第四张單曲專輯《기다리지 말아요 (Don't Wait)》 - 發行日期：2020年7月31日 - 語言：韓語 - 唱片公司：Genie音樂 - 格式：數字唱片                         | 1. 기다리지 말아요 (Don't Wait) 2. 기다리지 말아요 (Don't Wait) (Inst.)                                    |

### OST
| 專輯# | 專輯資料                                                                                             | 曲目                        |
| 1st   | 《胜利即是正义 OST Part 4》 - 發行日期：2019年3月8日 - 語言：韓語 - 唱片公司：melon - 格式：數字唱片 | 1. 샤랄라 2. 샤랄라 (Inst.) |

## 音樂影片作品

### 音樂影片(MV)
| 年份 | 日期    | 歌名                          |
| 2017 | 8月25日 | I've Got A Feeling(느낌이 와) |

## 影视作品

### 综艺节目
| 年份 | 电视台              | 节目名称               | 参与成员           |
| 2017 | 韓國放送公社（KBS） | 《The Unit》           | Gaeul、Anne、Sebin |
| 2019 | ViuTV               | 《林盧去追星》 (第6集) | 全體               |

## 主要音樂節目榜單排名
| 主打歌曲排名成績                                                                                                   |                                       |                       |                     |                        |                  |                             |      |
| 專輯 | 歌曲                                  | Mnet 《M! Countdown》 | KBS2 《Music Bank》 | MBC 《Show! 音樂中心》 | SBS 《人氣歌謠》 | MBC Music 《Show Champion》 | 備註 |
| 2017年 |                                       |                       |                     |                        |                  |                             |      |
| I've Got A Feeling                                                                                                 | I've Got A Feeling(느낌이 와)         | /                     | /                   | /                      | /                | /                           | 出道 |
| 2018年 |                                       |                       |                     |                        |                  |                             |      |
| SAY YES | SAY YES(응)                           | 12                    | /                   | /                      | /                | /                           |      |
| 2019年 |                                       |                       |                     |                        |                  |                             |      |
| Always Be Your Girl                                                                                                | Always Be Your Girl                   | /                     | /                   | /                      | /                | /                           |      |
| 2020年 |                                       |                       |                     |                        |                  |                             |      |
| Don't Wait | Don't Wait                            | /                     | /                   | /                      | /                | /                           |      |
| \| - 「/」表示未有相關資料 - 「(1)」：兩星期冠軍 - 「[1]」：三星期冠軍 \| - 「{1}」：四星期冠軍 - 「*」：打榜中 \| |                                       |                       |                     |                        |                  |                             |      |
| - 「/」表示未有相關資料 - 「(1)」：兩星期冠軍 - 「[1]」：三星期冠軍                                                | - 「{1}」：四星期冠軍 - 「*」：打榜中 |                       |                     |                        |                  |                             |      |

| 各台冠軍歌曲獎座統計 | 各台冠軍歌曲獎座統計 | 各台冠軍歌曲獎座統計 | 各台冠軍歌曲獎座統計 | 各台冠軍歌曲獎座統計 |
| Mnet                 | KBS                  | SBS                  | MBC                  | MBC Music            |
| -------------------- | -------------------- | -------------------- | -------------------- | -------------------- |
| 0                    | 0                    | 0                    | 0                    | 0                    |
| 五台冠軍歌曲總數：0  |                      |                      |                      |                      |

## 註明
1. ↑  因暫時缺少成員中文名的詳細信息，這裡將使用音譯來翻譯成中文名，若有詳細信息，請更改。

## 外部連結
| - 官方Twitter（页面存档备份，存于） - 官方Daum Cafe（页面存档备份，存于）（） - 官方Facebook（页面存档备份，存于） - 官方Instagram（页面存档备份，存于） - 官方V LIVE（页面存档备份，存于） - 官方YouTube頻道（页面存档备份，存于） - 官方網站（页面存档备份，存于）（） |